# 프리맨틀 (기업)
프리맨틀(Fremantle)는 유럽의 거대 미디어 기업으로, RTL 그룹에 소속되어 있다. 영국 런던을 거점으로 유럽 · 북아메리카 · 남아메리카 · 아시아에서 전개하고 있다.